# Bernhard Schulte (Pädagoge)
Bernhard Schulte (* 20. Juli 1914 in Brögbern; † 26. Januar 1984 in Freckenhorst) war ein deutscher Pädagoge und Erwachsenenbildner.

## Leben

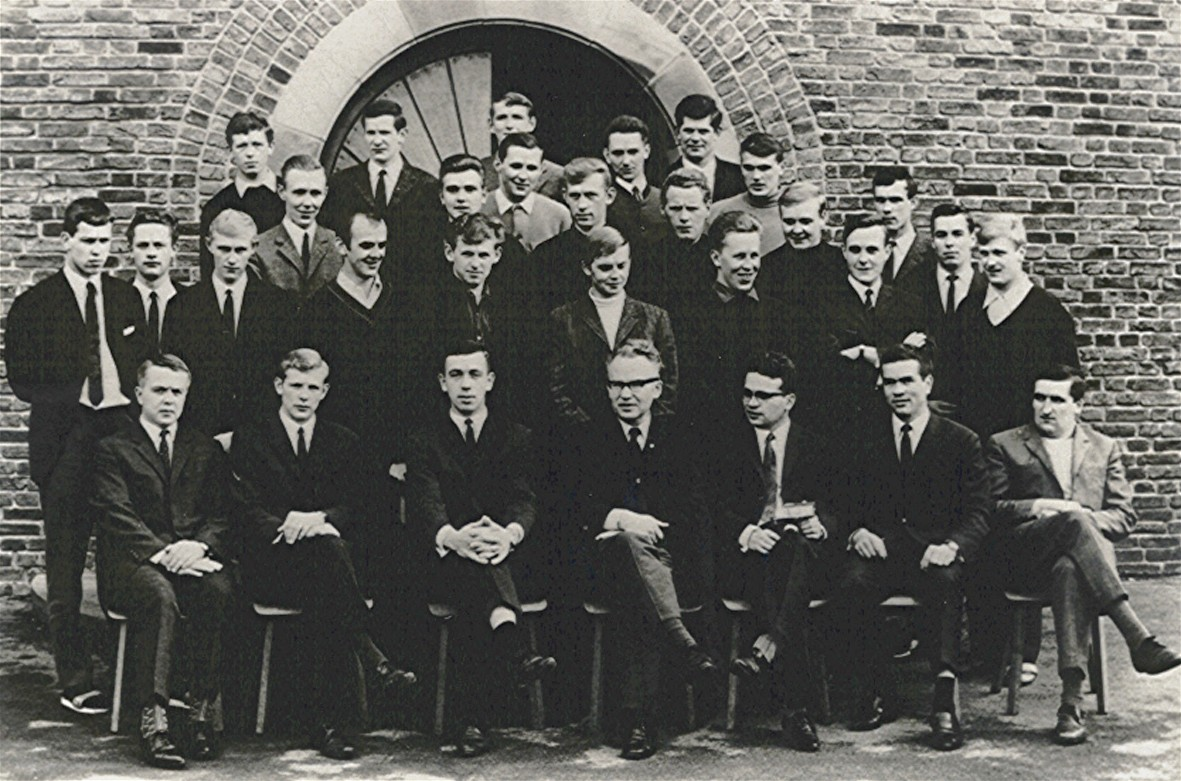
Bernhard Schulte (vordere Reihe Mitte) mit Absolventen des Jungbauernkurses 1959 in der Katholischen Landvolkshochschule „Schorlemer Alst“

Bernhard Schulte wurde als Sohn eines Landwirts in Brögbern bei Lingen (Ems) geboren. Nach Wehrdienst, Kriegsjahren und Kriegsgefangenschaft wurde er 1947/1948 zum Referenten für Landseelsorge und ländliche Bildungsarbeit beim Bischöflichen Generalvikariat in Münster berufen und erwarb zugleich die Befähigung für das Lehramt an Mittel- und Realschulen.
In besonderer Weise engagierte sich Bernhard Schulte beim Neubeginn einer Erwachsenenbildung im Münsterland nach dem Ende des Zweiten Weltkriegs. Initiatoren und Förderer dieser Entwicklungsarbeit waren der damalige Bischof von Münster, Michael Keller, und der damalige Vikar in Freckenhorst und spätere Bischof von Münster, Heinrich Tenhumberg. Ihr Ziel war es, neben der geistig-moralischen Erneuerung der Landjugend und des Landvolks nach der Zeit des Nationalsozialismus auch den Wiederaufbau und die damit verbundene Anpassung an rechtsstaatlich-demokratische und marktwirtschaftliche Rahmenbedingungen sowie die Bewältigung einer beginnenden technischen und wissenschaftlichen Revolution in der Landwirtschaft zu bewirken.
Der Ausbau und die Entwicklung katholischer Landvolkorganisationen (Katholische Landvolkbewegung (KLB), Katholische Landjugendbewegung (KLJB)) rief nach einem Anspruch einer Fort- und Weiterbildung der Landwirte, ihrer Familienangehörigen sowie der Bevölkerung im ländlichen Raum insgesamt. Bernhard Schulte machte sich daher früh für die Errichtung einer katholischen Landvolkshochschule für das Bistum Münster stark. So wurde auf seine Initiative hin am 29. Dezember 1949 in Ascheberg der Verein „Katholische Landvolkshochschule Schorlemer-Alst“ e. V. gegründet, benannt nach dem Begründer des Westfälischen Bauernvereins, Burghard Freiherr von Schorlemer-Alst (1825–1895), der nach den Worten Schultes „zäh und unbestechlich für die Anliegen des Bauernstandes, für Wahrheit und Klarheit im privaten und öffentlichen Leben, für die Grundrechte der Persönlichkeit und für die staatsbürgerliche und persönliche Freiheit kämpfte“.
Mit der Vereinsgründung wurde Bernhard Schulte zum Leiter der noch zu errichtenden Katholischen Landvolkshochschule „Schorlemer Alst“ berufen. In Ermangelung eigener Räumlichkeiten organisierte Schulte den ersten Grundkurs für Junglandwirte in der Zeit vom 3. Januar 1950 bis zum 14. Februar 1950 in der Bildungsstätte der Katholischen Arbeitnehmerbewegung (KAB) „Gottfried-Könzgen-Heim“ in Haltern. Die so begonnene Bildungsarbeit fand ein derartiges Echo in der ländlichen Bevölkerung, dass längst nicht alle Bewerber in die Grundkurse aufgenommen werden konnten und die Errichtung einer eigenen Schule immer dringlicher wurde. Als Standort bot sich die Stadt Freckenhorst an, die ein entsprechendes Grundstück zur Verfügung stellte und die im ländlichen Bildungswesen bereits einen guten Ruf durch die dort bestehende Landfrauenschule und die 1882 begründete 1. Landwirtschaftliche Winterschule hatte. Mit dem Neubau der Schule wurde im Frühjahr 1953 begonnen, die nach kurzer Bauzeit durch Bischof Keller am 2. Februar 1954 ihrer Bestimmung übergeben werden konnte.

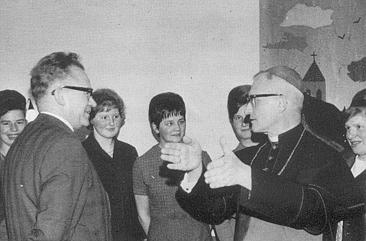
Bernhard Schulte (links) in der Katholischen Landvolkshochschule „Schorlemer Alst“ mit Teilnehmerinnen eines Junglandwirtinnenkurses 1962 im Gespräch mit Bischof Joseph Höffner

Für die Bildungsarbeit in der Freckenhorster Landvolkshochschule stellte Bernhard Schulte als verantwortlicher Leiter bis zu seinem Eintritt in den Ruhestand 1979 drei Aufgaben in den Vordergrund seines pädagogischen Bemühens:
1. Die Arbeit soll sich vorrangig an der unmittelbaren Praxis orientieren und dadurch die Menschen dort abholen, wo sie stehen, ihre Anliegen und Sorgen ernst nehmen und verstehen, sowie gesellschaftliche Zusammenhänge anschaulich, offen und praxisnah einsichtig machen.
2. Mitentscheidend für eine erfolgreiche Erwachsenenbildungsarbeit ist das Einüben von an Werten orientierten Verhaltensweisen wie z. B. Solidarität, Verantwortung und Toleranz in der erlebten Gemeinschaft durch vorbildliches Miteinanderumgehen von Lehrenden und Lernenden.
3. Jede Bildungsarbeit muss „human“ bleiben, d. h. das Lernen und kreative Handeln muss verbunden sein mit Geselligkeit und Entspannung.

Bernhard Schulte war Mitbegründer des „Verbandes katholischer Landvolkshochschulen Deutschlands“ (4. Mai 1951) und gehörte von 1958 bis 1978 dem Vorstand des Verbandes Ländlicher Heimvolkshochschulen Deutschlands (heute: Verband der Bildungszentren im ländlichen Raum e.V. mit Sitz in Berlin, ein Zusammenschluss katholischer, evangelischer und berufsständischer Landvolkshochschulen) an, dessen Vorsitz er turnusgemäß in den Jahren 1959, 1962, 1966 und 1972 innehatte.
Für seine Verdienste um die Bildung der Menschen im ländlichen Raum wurde Bernhard Schulte wiederholt ausgezeichnet. Er erhielt den päpstlichen Orden Pro Ecclesia et Pontifice, die „Paulus-Plakette“ des Bistums Münster, die „Schorlemer-Alst-Plakette“ des Westfälisch-Lippischen Landwirtschaftsverbandes sowie das Bundesverdienstkreuz am Bande.
Über seine Tätigkeit als Leiter der Landvolkshochschule hinaus engagierte sich Bernhard Schulte auch als Kommunalpolitiker der Stiftsstadt Freckenhorst. Über mehrere Wahlperioden hinweg war er Mitglied des Freckenhorster und nach der Kommunalen Neugliederung 1972 des Warendorfer Stadtrats. Prägend wurde sein Engagement insbesondere im Kulturausschuss, den er lange Jahre leitete. Er wirkte entscheidend mit bei der Gründung der Partnerschaft zwischen Freckenhorst und Pavilly (Frankreich) und war zugleich Vorsitzender des heimischen Partnerschafts-Komitees. Er war ebenfalls Gründer und Vorsitzender des Freckenhorster Heimatvereins und Vorsitzender des TuS 07 Freckenhorst.
Bernhard Schulte starb am 26. Januar 1984 und wurde am Fest der Hl. Thiatildis, der ersten Äbtissin des Stiftes Freckenhorst, unter großer Anteilnahme der Bevölkerung auf dem Freckenhorster Friedhof beigesetzt.

## Weblink
- Internetpräsenz der Katholischen Landvolkshochschule „Schorlemer Alst“

| Personendaten    | Personendaten                             |
| ---------------- | ----------------------------------------- |
| NAME             | Schulte, Bernhard                         |
| KURZBESCHREIBUNG | deutscher Pädagoge und Erwachsenenbildner |
| GEBURTSDATUM     | 20. Juli 1914                             |
| GEBURTSORT       | Brögbern                                  |
| STERBEDATUM      | 26. Januar 1984                           |
| STERBEORT        | Freckenhorst                              |